# As Barrosas
 (septembre 2016).
As Barrosas en galicien, ou Barrosas en espagnol, est une localité de la parroquia de Santiago de Arzúa dans le municipio de Arzúa, comarque de Arzúa, province de La Corogne, communauté autonome de Galice, au nord-ouest de l'Espagne.
Cette localité est traversée par le Camino francés du Pèlerinage de Saint-Jacques-de-Compostelle.

## Patrimoine et culture

### Pèlerinage de Compostelle
Par le Camino francés du Pèlerinage de Saint-Jacques-de-Compostelle, le chemin vient d'Arzúa, chef-lieu du municipio de même nom.
La prochaine halte est la localité de Pregontoño, dans le même municipio d'Arzúa.